# Terry McDermott (rychlobruslař)
Richard Terrance „Terry“ McDermott (20. září 1940 Essexville, Michigan – 20. května 2023) byl americký rychlobruslař.
Na zimních olympijských hrách startoval poprvé v roce 1960, tehdy se na sprinterské trati 500 m umístil na sedmé příčce. O čtyři roky později, na zimní olympiádě 1964, překonal v závodě na 500 m předchozího olympijského vítěze Jevgenije Grišina o půl sekundy a získal tak zlatou medaili. Na ZOH 1968 vybojoval na téže trati stříbro.
Zemřel 20. května 2023 ve věku 82 let.